# تاربة (حضرموت)
تاربة، هي بلدة صغيرة في حضرموت، اليمن، تقع على بعد حوالي 511 كيلومترًا شرق العاصمة صنعاء و20 كيلومترًا شرق سيئون و13 كيلومترًا غرب تريم . تتكون من ثلاث أو أربع قرى وبعض المنازل المعزولة ومساحة واسعة من أشجار النخيل. تتبع جغرافياً لمحافظة حضرموت وإداريًا لمديرية سيئون.
بلغ تعداد سكانها 3686 نسمة حسب الإحصاء الذي أجري عام 2004.[بحاجة لمصدر]